# Copestylum azureum
Copestylum azureum är en tvåvingeart som först beskrevs av Philippi 1865.  Copestylum azureum ingår i släktet Copestylum och familjen blomflugor. Inga underarter finns listade i Catalogue of Life.